# Ráquira

Localização de Raquira no departamento de Boyacá.

Raquira é um município no departamento de Boyacá, na Colômbia.